# Ziasso (Burkina Faso)
Pour les articles homonymes, voir Ziasso.
Ziasso est une commune située dans le département de Safané de la province du Mouhoun au Burkina Faso.